# Georg Ludwig von Wedemeyer
Georg Ludwig von Wedemeyer (* 6. September 1781 in Hannover; † 25. November 1867 in Schönrade, Kreis Friedeberg Nm.) war ein deutscher Jurist, Gutsbesitzer und Politiker.

## Leben
Wedemeyer studierte von 1799 bis 1802 Rechtswissenschaften in Göttingen, wo er Mitglied der Landsmannschaft Lunaburgia war. 1802 wurde er Auditor bei der Justizkanzlei in Hannover, 1810 Tribunalrichter in Einbeck. Er nahm 1806 und 1813/14 an den Kriegen gegen Napoleon teil und wurde 1814 Hauptmann im 1. Hannoverschen Bataillon des Grubenhagenschen Infanterie-Regiments. Danach schied er aus dem Justizdienst aus und war von 1815 bis 1846 Besitzer des Guts Langhagen in Mecklenburg-Schwerin (bis 1846). 1836 erwarb er auch das Gut Schönrade bei Friedeberg im damaligen Brandenburg.
Wedemeyer war Mitglied des Vorparlaments und des Fünfzigerausschusses. Vom 18. Mai 1848 bis 29. März 1849 gehörte er der Frankfurter Nationalversammlung an (Café Milani, Casino). Er wählte Friedrich Wilhelm IV. zum Kaiser der Deutschen.
Er war der Vater von Ludwig von Wedemeyer.

## Werke  (Auswahl)
- Was ist rathsam?. Berlin 1857 (zwölf Seiten) (Digitalisat).
- Ueber Gesetzgebung und Justizreorganisation. Zweite Auflage, Berlin 1857 (Digitalisat).
- Ueber gerechte Vertheilung der Steuerlast, 1856.